# Condritas ordinarias

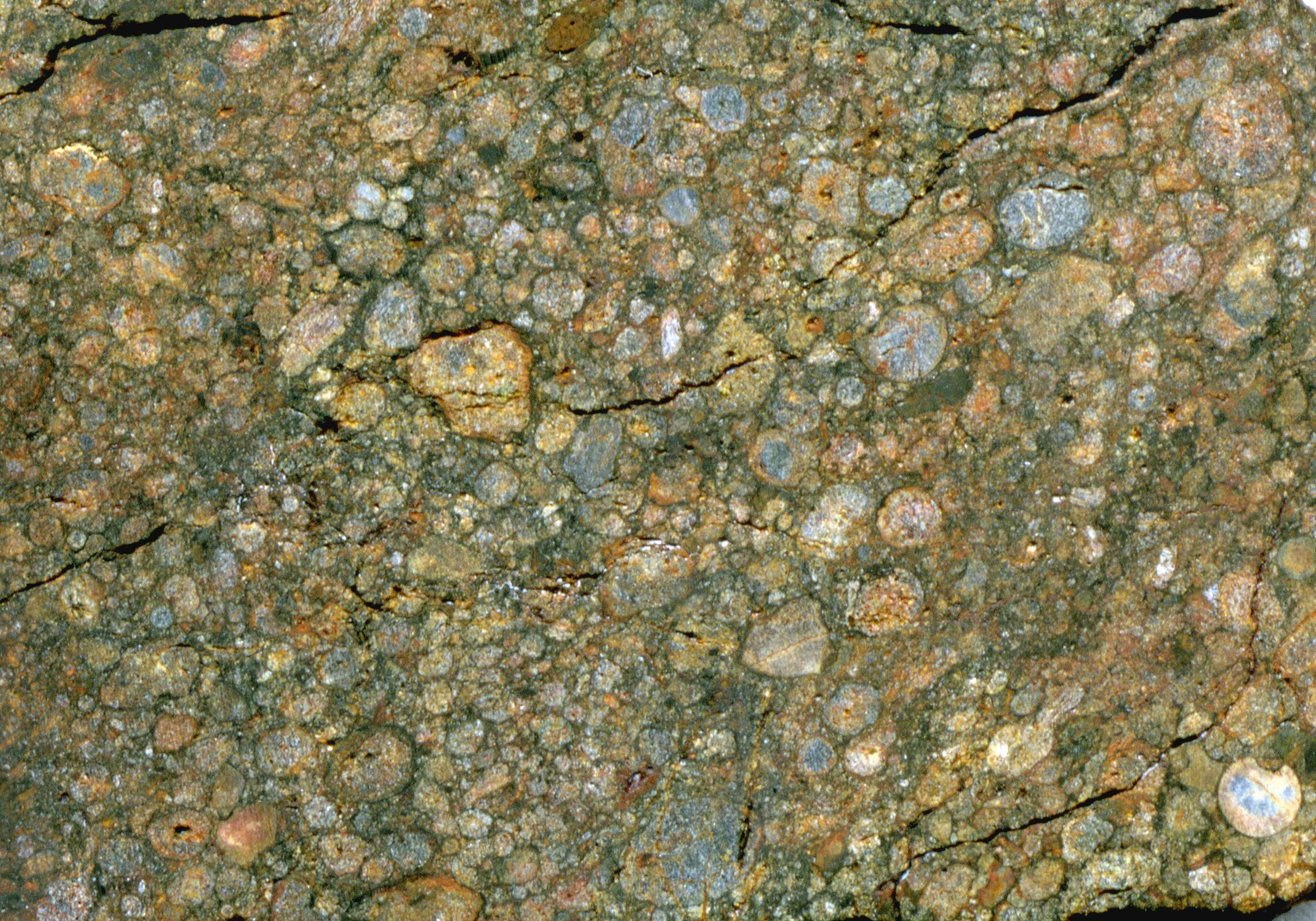
Condrita ordinaria NWA 3189 en rodajas. Campo de visión ~ 2,2 cm de diámetro. NWA 3189 ha sido clasificado como una condrita ordinaria LL3.2-3.4 ("LL" significa que tiene un contenido total de hierro muy bajo, "3" se refiere a los condrulos bien conservados - la roca no ha sido sometida a metamorfismo lo suficientemente intenso como para interrumpir la textura condrítica). Esta condrita tiene una mezcla multicolor de cóndrulos de diferentes tamaños y formas.

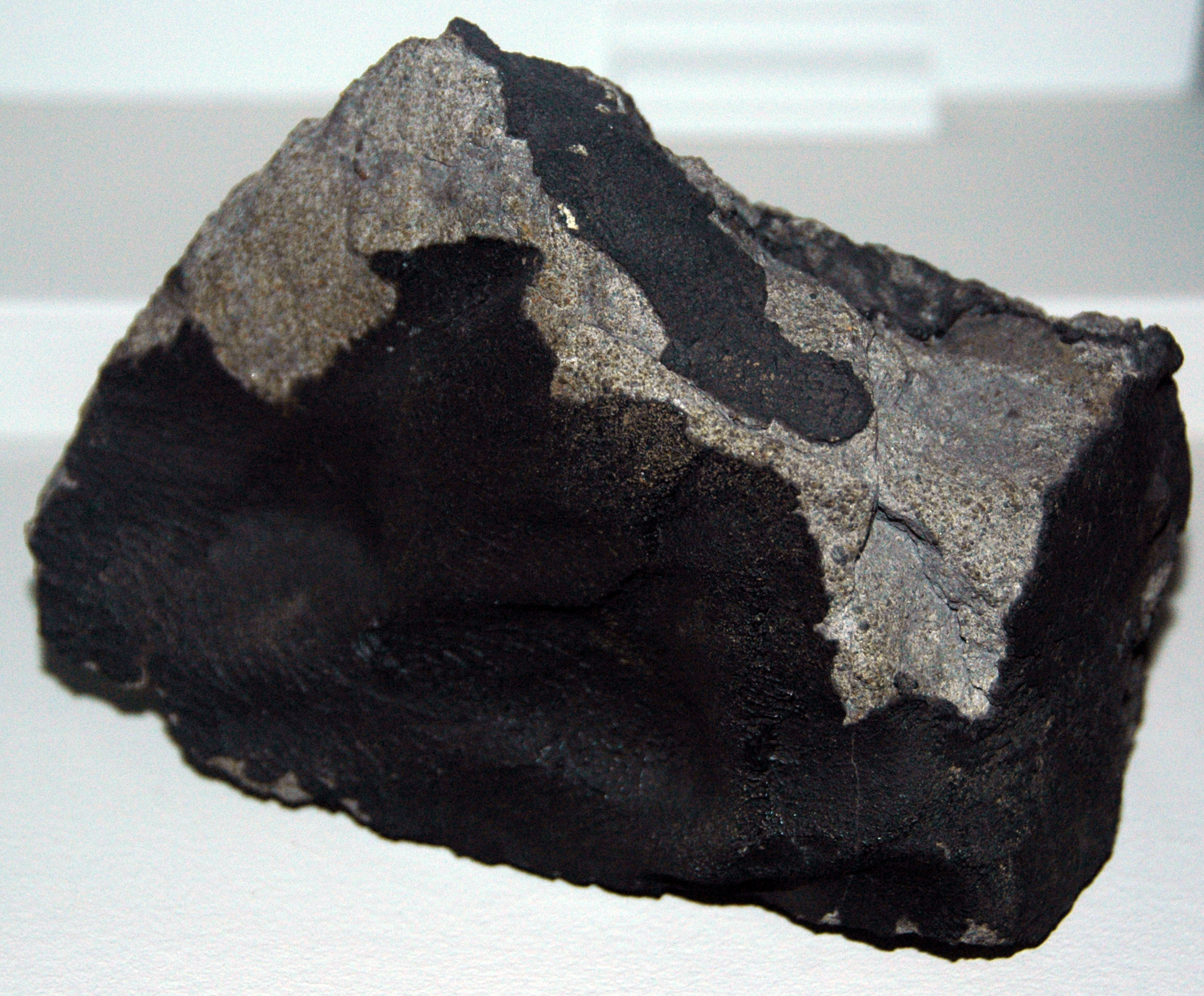
Meteorito de Ochansk, una condrita ordinaria con una corteza de fusión, encontrada en 1887 en Rusia.

Las condritas ordinarias (a veces llamados condritas O) son una clase de meteoritos condríticos de piedra. Son de lejos el grupo más numeroso y constituyen alrededor del 87% de todos los hallazgos Por lo tanto, han sido apodados "ordinarios". Se cree que los condritos ordinarios se originaron a partir de tres asteroides progenitores, con los fragmentos que forman los grupos de condrita H, condrita L y condrita LL respectivamente.

## Origen
Un probable cuerpo parental de las condritas H (que comprende alrededor del 46% de las condritas ordinarias) es de (6) Hebe, pero su espectro es diferente probablemente debido a un componente de masa fundida de impacto metálico.
Es probable que las condritas ordinarias comprendan una muestra detallada de unos cuantos asteroides que han estado en el lugar correcto en el momento adecuado para enviar muchos fragmentos hacia la Tierra en el momento actual de la historia del sistema solar. Por otra parte, las observaciones de (243) Ida por la nave espacial Galileo encontraron que el desgaste de la superficie de Ida, y los espectros de reflexión de partes recién expuestas de la superficie se asemejaban a los meteoritos OC, mientras que las regiones más antiguas coincidían con los espectros de asteroides de tipo S.

## Composición química
Las condritas ordinarias comprenden tres agrupaciones mineralmente y químicamente distintas. Difieren en la cantidad de hierro total, de hierro metálico y óxido de hierro en los silicatos:
- Los condritos H tienen la mayor cantidad de hierro, metal alto, pero menor óxido de hierro (Fa) en los silicatos;
- Los condritos L tienen una menor cantidad de hierro, metal inferior, pero mayor óxido de hierro (Fa) en los silicatos;
- Los condritos LL tienen una baja cantidad de hierro y un metal bajo, pero tienen el contenido más alto de óxido de hierro (Fa) en los silicatos.